# Cratere Lilitu
Lilitu è un cratere sulla superficie di Bennu.